# Alseuosmiaceae
Alseuosmiaceae, manja biljna porodica iz reda zvjezdanolike. Ime je dobila po zimzelenom rodu Alseuosmia, čije vrste rastu po Novom Zelandu. Najvažnija među njima je toropapa ili karapapa, grm s jestivim plodovima crvene boje, znanstvenog naziva Alseuosmia macrophylla.
Osim na Novom Zelandu, rodovi kojih je pet, rašireni su i po Australiji i Novoj Kaledoniji. Postoji 11 priznatih vrsta.

## Rodovi
1. Familia Alseuosmiaceae Airy Shaw (11 spp.)
  1. Platyspermation Guillaumin (1 sp.)
  2. Crispiloba Steenis (1 sp.)
  3. Periomphale Baill. (1 sp.)
  4. Wittsteinia F. Muell. (2 spp.)
  5. Alseuosmia A. Cunn. (6 spp.)